# دي براسور
الرائدة العسكرية المتقاعدة ديانا ماري (دي براسور) (بالإنجليزية: Deanna Marie (Dee) Brasseur) (من مواليد 9 سبتمبر 1953) وهي رائدة عسكرية كندية وواحدة من أوائل ثلاث نساء تكسبن جناحيها كقائد في القوات المسلحة الكندية في الخدمة الفعلية، كما أنها واحدة من أول من استخدم طيارتين مقاتلتين من طراز CF-18 Hornet في العالم.
ولدت في بيمبروك (أونتاريو)، ابنة فتنانت كولونيل وليونيل سي. انضمت إلى القوات المسلحة الكندية في عام 1972 ككاتبة إدارية في وحدة فصل الأسنان في وينيبيغ، مانيتوبا. وفي العام التالي تم قبولها للتكليف بموجب برنامج تدريب المرشح. تخرجت كمراقبة للأسلحة الجوية في عام 1974. في عام 1979 ، تم قبولها لتدريب الطيارين. تخرجت مع نورا بوتوملي وليا موشير من مدرسة تدريب القوات الكندية في بورتاج لا برايري. تلقت جناحيها في عام 1981. في عام 1988 ، تلقت تدريب الطيارين المقاتلين. في يونيو / حزيران 1989 ، بعد 12 شهرًا من التدريب على طائرة Canadair CF-5 و McDonnell Douglas CF-18 Hornet ، أصبحت ديانا والكابتن جين فوستر أول أمرأتين في العالم تحلقان في أسراب العمليات. كانت كندا أول بلد يسمح للنساء بالقيام بدور قتالي منذ الحرب العالمية الثانية. تمت ترقية ديانا إلى رتبة رائد في عام 1989 وعملت في مقر الدفاع الوطني (كندا) في أوتاوا كمديرة لسلامة الطيران، في مارس 1990. تقاعدت من الجيش في عام 1994 وحققت حوالي 2500 ساعة من الطيران النفاث.
في عام 1998 في طبعة الأولى من مجلة ماكلين في 1 يونيو، زعمت ديانا ماري أنها تعرضت طوال حياتها المهنية التي امتدت 21 عامًا للتحرش الجنسي وللاغتصاب من قبل صديقها المجند وتم إجبارها على ممارسة الجنس مع مدرس الطيران الخاص بها.
في عام 1998 ، حصلت ماريا على وسام كندا. في عام 2007 ، تم إدخالها إلى «نساء في مجال الطيران، قاعة مشاهير رواد العالم».

## وصلات خارجية
Jenn Gearey (16 فبراير 2007). "Canadian Woman Being Inducted Into The Women in Aviation, International Pioneer Hall of Fame". Department of National Defence. مؤرشف من الأصل في 2012-12-16.